# 4445 Джимстреттон
4445 Джимстреттон (4445 Jimstratton) — астероїд головного поясу, відкритий 15 жовтня 1985 року.
Тіссеранів параметр щодо Юпітера — 3,589.